# Ẁurdah Ïtah
Albums de Magma
Mekanïk Destruktïw Kommandöh
(1973) Köhntarkösz
(1975)
Ẁurdah Ïtah est un album paru initialement en 1974 sous le nom du compositeur français Christian Vander mais s'inscrivant pleinement dans le répertoire du groupe de rock progressif Magma. Il est donc considéré comme le quatrième album studio du groupe sous le nom duquel il est même réédité en 1989.

## Parution et réception
Le disque est paru initialement chez Barclay sous le titre Tristan et Iseult attribué à Christian Vander (réf.80.528) et a été réédité en CD par Seventh Records en 1989 (réf. REX IX). Il est censé représenter la musique originale du film d'Yvan Lagrange, mais en réalité la bande-son du film utilise des prises différentes de l'album. N'étant pas satisfait de la version du film (utilisée sans son autorisation), Christian Vander réenregistre Ẁurdah Ïtah en trois après-midi au Studio de Milan (Paris) en avril 1974 avec une formation réduite à seulement quatre musiciens.
Il s'agit du second mouvement de la trilogie symphonique Theusz Hamtaahk. Le morceau a connu de nombreuses modifications pour atteindre sa version finale, notamment avec son exécution au Trianon en 2000 (voir l'album live  Theusz Hamtaahk : Trilogie). On peut en entendre une version acoustique sur l'album Les Voix de Magma enregistré en 1992, ainsi qu'un extrait sur Live in Tokyo de 2009. Mais la version la plus aboutie (48 min 58) est sans doute celle qui figure sur la vidéo Mythes et Légendes : Epok II enregistrée en 2005.
Le titre est en kobaïen, une langue fictive inventée par Christian Vander, et a pour signification « Terre morte ».
En 2017, Seventh Records fait paraître une réédition de l'album, entièrement remastérisé et accompagné de la première version de Ẁurdah Ïtah, avec pour seuls instruments le piano et les voix. Il paraît sous le titre de Prima Materia pour le différencier de la version gravée sur l'album original. Pour l'occasion, la pochette est mise à jour et celle de la réédition vinyle de 2016 est adoptée. Elle présente un combat de spadassins aux casques spectaculaires, rappelant l'Ordre Teutonique du film Alexandre Nevski de Sergueï Eisenstein, et aux costumes bigarrés. L'image est tirée du film d'Yvan Lagrange.

## Liste des titres
| No  | Titre                           | Durée      |
| --- | ------------------------------- | ---------- |
| 1.  | Malaẁëlëkaahm                   | 3 min 37 s |
| 2.  | Bradïa Da Zïmehn Iëgah          | 2 min 17 s |
| 3.  | Manëh Fur Da Zëss               | 1 min 37 s |
| 4.  | Fur Dï Hël Kobaïa               | 4 min 55 s |
| 5.  | Blüm Tendiwa                    | 3 min 25 s |
| 6.  | Ẁohldünt Mëm Dëẁëlëss           | 3 min 31 s |
| 7.  | Ẁaïnsaht !!!                    | 2 min 29 s |
| 8.  | Ẁlasïk Steuhn Kobaïa            | 2 min 47 s |
| 9.  | Sëhntëht Dros Ẁurdah Süms       | 3 min 25 s |
| 10. | C'est la vie qui les a menés là | 5 min 00 s |
| 11. | Ëk Sün Da Zëss                  | 2 min 16 s |
| 12. | De Zeuhl Ündazïr                | 2 min 41 s |

## Personnel
- Christian Vander : piano, claviers, batterie, chant, compositions
- Jannick Top : basse
- Klaus Blasquiz : chant, percussions
- Stella Vander : chant
- Jean-Pierre Bameulle : ingénieur